# Key Largo (jeu)
Pour les articles homonymes, voir Key Largo.
Key Largo est un jeu de société créé par Paul Randles, Mike Selinker et Bruno Faidutti en 2005, illustré par David Cochard et édité par Tilsit.
Pour 3 à 5 joueurs, à partir de 10 ans pour environ 45 minutes.

## Principe général
Le jeu se déroule en 1899 de la région Key Largo de Floride, où des compagnies de 'chasse aux trésors' recherche l'or et les trésors des épaves présentent dans la région. Mais pour cela, ils ont 10 jours, avant l’arrivée de l’ouragan Katty. Pendant la partie, les joueurs réalisent des plongées, achètent des équipements, et recherchent des épaves.

## Remarque
Même si ce jeu n'est pas édité par la même entreprise, sous bien des aspects (actions simultanées, thèmes, etc.) ce jeu s'inscrit comme la suite du jeu La Crique des Pirates.
D'autre part, l'illustration de la boite est une parodie de l'album de bande dessinée Le Trésor de Rackham le Rouge de la série Les Aventures de Tintin. L'ouragan a été nommé Katty en l'honneur de Katty Pepermans, la veuve de Paul Randles, auteur de ce jeu.
Les faces des billets du jeu sont des caricatures de ses trois auteurs, de son illustrateur et du directeur de collection Nicolas Anton.